# 众安电影大世界
众安电影大世界位于杭州市香积寺路21号，由浙江时代电影院线与浙江众安华纳大酒店有限公司联合投资700余万元，有6个影厅539个座位。2006年2月28日开业，为继庆春、翠苑、宁波时代和奥斯卡之后的浙江时代院线旗下的第五家影城。

## 交通
乘坐K22、K72、K78、K41、K12、K88路公交车可到达。